# Börje Tapper
Börje Tapper (né le 20 mai 1922 à Malmö en Suède et mort le 8 avril 1981 d'un infarctus dans la même ville) était un joueur de football international suédois.
Son fils, Staffan Tapper fut également joueur international, et évolua à Malmö FF.

## Biographie
Il joue sa carrière dans le club de sa ville natale, Malmö avec qui il fait ses débuts lors de la saison 1943-1944 en Allsvenskan, où le club remporte son premier titre national. Tapper inscrit un triplé durant la finale de la coupe de Suède contre l'IFK Norrköping.
En 1950, après avoir participé à la coupe du monde 1950 en sélection, il rejoint le club italien du Genoa avec son compatriote et coéquipier Stellan Nilsson : après 8 matchs et un but en Serie A en 1950-1951, et prend sa retraite à la fin de la saison.

## Palmarès
- Championnat de Suède : 3

Malmö : 1943-44, 1948-49, 1949-50
- Coupe de Suède : 3

Malmö : 1944, 1946, 1947